# 1997년 미스코리아
1997년 미스코리아는 1997년 5월 17일에 서울특별시 종로구의 세종문화회관에서 열린 마흔한번째 미스코리아 선발대회이다. 문화방송(MBC TV)으로 중계하였다.

## 입상자
| 대회 | 진(眞)          | 선(善)          | 미(美)                   |
| ---- | --------------- | --------------- | ------------------------ |
| 본선 | 김지연          | 김진아 · 조혜영 | 여혜전 · 임선홍 · 정은주 |
| 강원 | 이유선          | 이경희          | 김은정                   |
| 경기 | 함소원          | 윤혜진          | 강민정                   |
| 경남 | 이지은          | 전이다          | 석류미                   |
| 경북 | 이경혜          | 조혜경          | 한미정                   |
| 광주 | 정은주          | 장윤정          | 이경혜                   |
| 대구 | 김륜희          | 여혜전          | 홍수정                   |
| 대전 | 김진아          | 오동은          | 도유경                   |
| 충남 | 김진아          | 오동은          | 도유경                   |
| 부산 | 서강미          | 이영주          | 조혜영                   |
| 서울 | 김지연          | 임선홍          | 정현희                   |
| 인천 | 조윤주          | 김현희          | 김경혜                   |
| 전남 | 김은성          | 배은형          | 추승희                   |
| 전북 | 이경미 (이지효) | 윤소원          |                          |
| 제주 | 홍충민          | 오은정          | 김은경                   |
| 충북 |                 | 박정옥          | 이민희                   |

## 참가자 사진

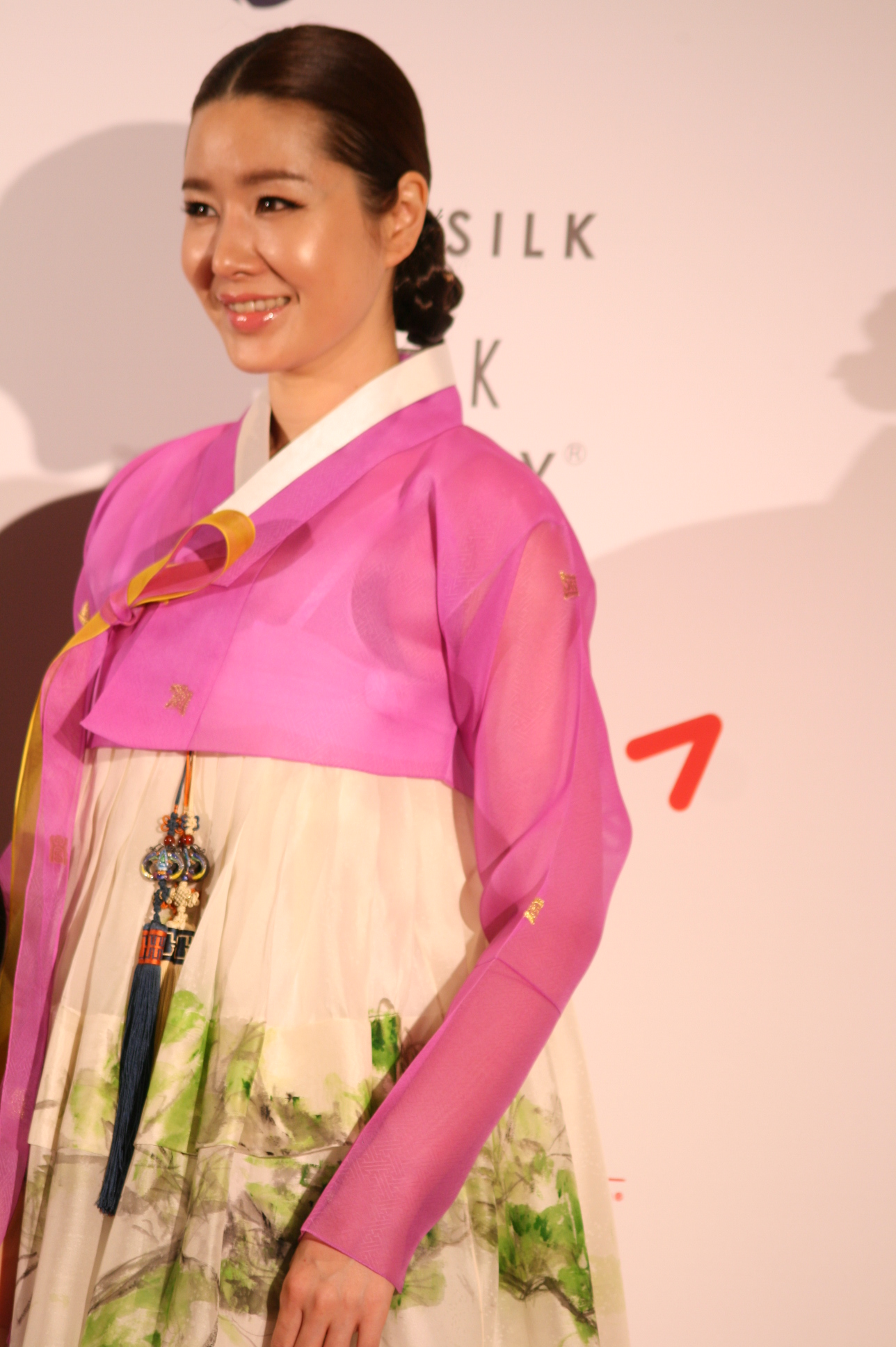
1997년 미스코리아 진 김지연, 미스 서울 진
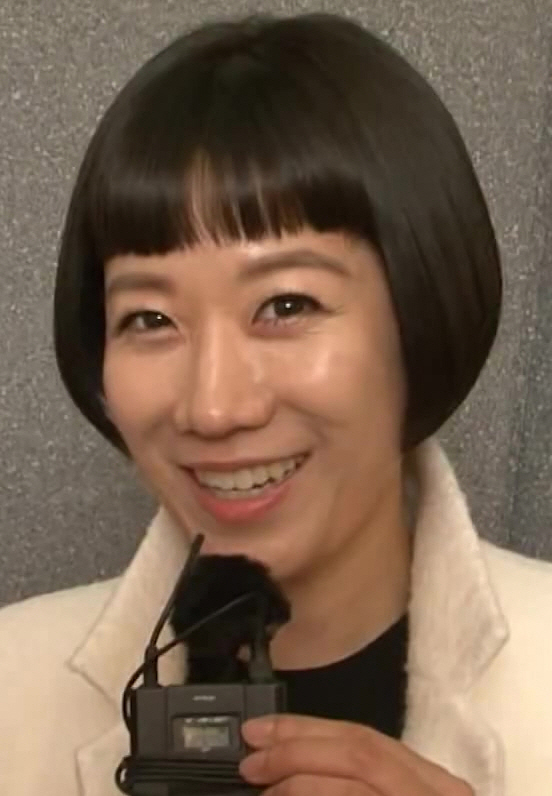
1997년 미스코리아 후보 전혜진(전이다), 미스 경남 선